# جائزة السلطان قابوس للثقافة والفنون والآداب
جائزة السلطان قابوس للثقافة والفنون والآداب؛ هي جائزة سنوية للثقافة والفنون والآداب تمنح بالتناوب دورياً كل سنتين، بحيث تخصص عاما للعمانيين فقط، والعام الآخر للعمانيين والعرب معاً، وتمنح لثلاثة فائزين سنويا. أسسها السلطان قابوس بن سعيد بالمرسـوم السُّلطاني رقم: (18/2011) بتاريخ: 23 من ربيع الأول 1432هـ، الموافق: 27 من فبراير 2011م. في مارس 2012، أعلن خلال مؤتمر صحفي عقده مجلس أمناء الجائزة عن تفاصيلها المادية والتنظيمية وآليات وشروط الترشح لها.

## أهداف الجائزة

### من أهم أهداف الجائزة:
- تعزيز التقدم الحضاري الإنساني من خلال دعم المجالات الثقافية والفنية والأدبية.
- ترسيخ عملية التراكم الفكري والإسهام في التطور العلمي والإثراء المعرفي.
- توفير بيئة خصبة قائمة على التنافس المعرفي والفكري.
- تكريم المثقفين والفنانين والأدباء على إسهاماتهم الحضارية في تجديد الفكر والارتقاء بالوجدان الإنساني.
- تأكيد المساهمة العُمانية في رفد الحضارة الإنسانية بالمنجزات المادية والفكرية والمعرفية.[2][6]

## دورة الجائزة وجهة الإشراف عليها
توؤل مسؤلية تنظيم سير عمل جائزة السُّلطان قابوس للثقافة والفنون والآداب وآلسة تنفيذها إلى "مركز السلطان قابوس العالي للثقافة والعلوم"، وذلك من حيث تحديد فروع الجائزة، والإعلان عن فتح باب الترشح/الترشيح، وموعد إغلاقه، وأيضًا تشكيل لجان الفرز والتحكيم ومواعيد إعلان النتائج، وتسليم الجائزة.

## آلية منح الجائزة
تُمنح الجائزة للفائزين في مجالات الثقافة والفنون والآداب؛ بحيث يتم اختيار فرع من كل مجال في كل دورة من دورات الجائزة، ليصبح عدد الفائزين ثلاثة في كل عام من المثقفين والفنانين والأدباء، بواقع فائز واحد في كل مجال.

## مجالات الجائزة وفروعها
الثقافة: تُعنى بالأعمال والكتابات الثقافية المختلفة في مجالات المعارف الإنسانية والاجتماعية عموماً، كـــ: (اللغة، والتاريخ، والتراث، والفلسفة، والترجمة، ودراسات الفكر.. إلخ).
الفنون: تُعنى بالنتاج الفني بشتى صوره المعروفة عالميًّا، كـــ: (الموسيقى، والفن التشكيلي، والنحت، والتصوير الضوئي.. إلخ).
الآداب: تُعنى بالأنماط الأدبية المختلفة، كـــ: (الشعر، والرواية، والقصة القصيرة، والنقد الأدبي، والتأليف المسرحي.. إلى آخره.).

## قيمة الجائزة
تمنح جائزة السُّلطان قابوس للثقافة والفنون والآداب على نسختين أو دورتين، الدورة العربية والدورة العمانية، وهي كالآتي:

- جائزة السُّلطان قابوس للثقافة والفنون والآداب (الدورة العربية)؛ يمنح الفائز بها: وسام السُّلطان قابوس للثقافة والعلوم والفنون والآداب، بالإضافة إلى مبلغ مالي وقدره مائة ألف ريال عماني.
- جائزة السُّلطان قابوس المحلية للثقافة والفنون والآداب (الدورة العُمانية)؛ يمنح الفائز بها: وسام الاستحقاق للثقافة والعلوم والفنون والآداب، بالإضافة إلى: مبلغ مالي وقدره خمسون ألف ريال عماني.[2][7]

## قواعد عامة للترشح والتقدم للجائزة
لكل دورة من الدورات شروط وضوابط خاصة للترشح والتقدم بحسب مجالات الجائزة المطروحة، وعمومًا فإن من القواعد العامة للجائزة:
- بأنها تُمنح في دورتها العربية بناءً على مجمل أعمال المترشح وإنجازاته.
- وتُمنح في دورتها العمانية لعمل واحد فقط، ولا يجوز التقدم بأكثر من عمل.
- تُعطى الجائزة في كل مجال لشخص واحد أو مؤسسة واحدة، ولا يجوز تقسيمها.
- يحق للمركز حجب جائزة أي مجال من مجالات كل دورة إذا لم يكن بين المترشحين من يستحقها.
- يحق للمركز سحب الجائزة من أي شخص/ مؤسسة / جهة؛ ثبتت مخالفته لشروط الجائزة بعد انتهاء الدورة.[2]

## سجل الدورات

### الدورة الأولى 2012 (عُمانية)
فُتح باب الترشح لأعمال الدورة الأولى في 14 أبريل 2012م واستمر حتى 30 يونيو 2012م، وبلغ مجموع الأعمال المقدمة 121 عملا موزعة كالتالي:
- الدراسات التاريخية بـ26 عملا،
- الرسم والتصوير الزيتي بـ54 عملا،
- القصة القصيرة بـ41 عملا

| الفرع   | المجال                | الفائز                     | العمل                   | البلد |
| ------- | --------------------- | -------------------------- | ----------------------- | ----- |
| الثقافة | الدراسات التاريخية    | محسن بن حمود الكندي        | الشيبة أبو بشير السالمي | عُمان  |
| الفنون  | الرسم والتصوير الزيدي | رشيد بن عبد الرحمن البلوشي | الأرزاق                 | عُمان  |
| الآداب  | القصة القصيرة         | محمود الرحبي               | ساعة زوال               | عُمان  |

### الدورة الثانية 2013 (عربية)
خصصت الدورة الثانية للتنافس على المستوى العربي حيث ترشح للجائزة 198 مترشحاً واستبعدت لجان الفرز الأولية 122 مترشحا لعدم مطابقتها لشروط الجائزة وحيثيات الترشح لها. ودرست لجان التحكيم النهائية إنجازات 54 مترشحا للجائزة في مجال قضايا الفكر المعاصر و19 مترشحا في مجال الشعر العربي الفصيح و3 مترشحين فقط في مجال الموسيقى.
| الفرع   | المجال              | الفائز           | البلد  |
| ------- | ------------------- | ---------------- | ------ |
| الثقافة | قضايا الفكر المعاصر | عبدالإله بالقزيز | المغرب |
| الفنون  | الموسيقى            | أمير عبد المجيد  | مصر    |
| الآداب  | الشعر العربي الفصيح | سيف الرحبي       | عُمان   |

### الدورة الثالثة 2014 (عُمانية)
بدأت الدورة الثالثة بتاريخ 29 ديسمبر 2013 م وخصصت للعمانيين فقط وذلك في مجالات الدراسات التربوية والتصوير الضوئي والتأليف المسرحي، بلغ مجموع الأعمال المقدمة في الدراسات التربوية 74 بحثا و7 كتب، وفي مجال التصوير الضوئي 440 صورة ضوئية، وفي التأليف المسرحي 33 نصا مسرحيا.
| الفرع   | المجال            | الفائز                   | العمل                      | البلد |
| ------- | ----------------- | ------------------------ | -------------------------- | ----- |
| الثقافة | الدراسات التربوية | سعيد الظفري              |                            | عُمان  |
| الفنون  | التصوير الضوئي    | أحمد بن عبد الله الشكيلي | مجموعة “واشتعل الرأس شيبا" | عُمان  |
| الآداب  | التأليف المسرحي   | عماد بن محسن الشنفري     | مسرحية “سمهري”             | عُمان  |

### الدورة الرابعة 2015 (عربية)
| الفرع   | المجال        | الفائز                      | البلد   |
| ------- | ------------- | --------------------------- | ------- |
| الثقافة | اللغة العربية | عبد السلام المسدي           | تونس    |
| الفنون  | الخط العربي   | شريفي محمد بن سعيد بن بلحاج | الجزائر |
| الآداب  | أدب الطفل     | محمد الغزي                  | تونس    |

### الدورة الخامسة 2016 (عُمانية)
| الفرع   | المجال                  | الفائز                                   | البلد |
| ------- | ----------------------- | ---------------------------------------- | ----- |
| الثقافة | الترجمة                 | حمد الغيثي                               | عُمان  |
| الفنون  | الفنون الشعبية العمانية | فرقة بشائر الخير للفنون الشعبية العمانية | عُمان  |
| الآداب  | الرواية                 | جوخه الحارثي                             | عُمان  |

### الدورة السادسة 2017 (عربية)
| الفرع   | المجال              | الفائز          | البلد    |
| ------- | ------------------- | --------------- | -------- |
| الثقافة | الدراسات الاقتصادية | جلال الدين امين | مصر      |
| الفنون  | التصميم المعماري    | حجبت            | -        |
| الآداب  | النقد الأدبي        | سعد البازعي     | السعودية |

### الدورة السابعة 2018 (عُمانية)
| الفرع   | المجال                           | الفائز      | البلد |
| ------- | -------------------------------- | ----------- | ----- |
| الثقافة | دراسات التراث الثقافي غير المادي | حمد السكيتي | عُمان  |
| الفنون  | الأفلام القصيرة                  | عيسى الصبحي | عُمان  |
| الآداب  | الشعر الشعبي                     | حجبت        | -     |

### الدورة الثامنة 2019 (عربية)
| الفرع   | المجال              | الفائز     | البلد  |
| ------- | ------------------- | ---------- | ------ |
| الثقافة | دراسات علم الاجتماع | حجبت       | -      |
| الفنون  | الطرب العربي        | علي الحجار | مصر    |
| الآداب  | أدب الرحلات         | باسم فرات  | العراق |

### الدورة التاسعة 2020-2022 (عُمانية)
توزعت مجالات الجائزة لدورة 2020 بين تحقيق التراث العماني، والفرق المسرحية، والمقالة. في 14 سبتمبر 202، أعلنَ مركز السلطان قابوس العالي للثقافة والعلوم تعليق الدورة التاسعة للجائزة حتى إشعار آخر؛ لاستمرار انتشار فيروس كورونا في العالم وعمان.
خُصّصت الجائزة هذه المرة للعُمانيين في مجالات تحقيق التراث العُماني في فرع الثقافة، والفرق المسرحية في فرع الفنون، والمقالة في فرع الآداب، بلغ مجموع الأعمال التي استوفت متطلبات الترشح 96 عملًا، توزّعت على 11 مشاركة في مجال تحقيق التراث العُماني، و12 مشاركة في مجال الفرق المسرحية، و73 مشاركة في مجال المقالة.
في 22 ديسمبر 2022، سلمت الجوائز للفائزين. في حفل أقيم بنادي الواحات بالعذيبة.
| الفرع   | المجال               | الفائز                 | البلد |
| ------- | -------------------- | ---------------------- | ----- |
| الثقافة | تحقيق التراث العُماني | حارث بن محمد البطاشي   | عُمان  |
| الفنون  | الفرق المسرحية       | فرقة "الدن المسرحية"   | عُمان  |
| الآداب  | المقالة              | منى بنت حبراس السليمية | عُمان  |

### الدورة العاشرة 2023 (عربية)
| الفرع   | المجال                  | الفائز                 | البلد   |
| ------- | ----------------------- | ---------------------- | ------- |
| الثقافة | دراسات الإعلام والاتصال | عبدالله بن خميس الكندي | عُمان    |
| الفنون  | الإخراج السينمائي       | حُجبت                   | -       |
| الآداب  | الرواية                 | واسيني الأعرج          | الجزائر |

### الدورة الحادية عشرة 2024 (عُمانية)
| الفرع   | المجال                    | الفائز | البلد |
| ------- | ------------------------- | ------ | ----- |
| الثقافة | دراسات في البيئة العمانية |        | عُمان  |
| الفنون  | البرامج الإذاعية          |        | عُمان  |
| الآداب  | الشعر العربي الفصيح       |        | عُمان  |

## وصلات خارجية
- جائزة السلطان قابوس للثقافة والفنون والآداب لعام 2024م
- قناة جائزة السلطان قابوس للثقافة والفنون والآداب